# 2013 a filmművészetben

## Események
| Hónap   | Nap | Esemény                                     |
| ------- | --- | ------------------------------------------- |
| február | 21. | Párizsban átadják az Arany Csillag díjakat. |
| február | 22. | Megrendezik a 38. César-gálát.              |

## Sikerfilmek
| #  | cím                        | stúdió                                        | összbevétel    | észak-amerikai bevétel | gyártási költség |
| -- | -------------------------- | --------------------------------------------- | -------------- | ---------------------- | ---------------- |
| 1  | Vasember 3.                | Marvel Studios/Walt Disney Pictures           | $1 215 439 994 | $409 013 994           | $200 millió      |
| 2  | Gru 2.                     | Illumination Entertainment/Universal Pictures | $918 964 290   | $367 964 290           | $76 millió       |
| 3  | Az éhezők viadala: Futótűz | Color Force/Lionsgate                         | $831 103 526   | $407 703 526           | $130 millió      |
| 4  | Halálos iramban 6.         | Universal Pictures                            | $788 679 850   | $238 679 850           | $160 millió      |
| 5  | A hobbit: Smaug pusztasága | Metro-Goldwyn-Mayer/Warner Bros.              | $757 360 654   | $230 360 654           | N/A              |
| 6  | Szörny Egyetem             | Pixar/Walt Disney Pictures                    | $743 559 607   | $268 492 764           | N/A              |
| 7  | Gravitáció                 | Warner Bros.                                  | $670 162 874   | $255 662 874           | $100 millió      |
| 8  | Az acélember               | DC Entertainment/Warner Bros.                 | $668 045 518   | $291 045 518           | $225 millió      |
| 9  | Jégvarázs                  | Walt Disney Pictures                          | $640 520 339   | $298 520 229           | $150 millió      |
| 10 | Thor: Sötét világ          | Marvel Studios/Walt Disney Pictures           | $630 493 010   | $203 493 010           | $170 millió      |

### Sikerfilmek Magyarországon
Forrás: Box Office Mojo - Hungary Yearly Box Office 

| #   | Cím                        | forgalmazó    | összbevétel | megjelenés    |
| --- | -------------------------- | ------------- | ----------- | ------------- |
| 1.  | A Wall Street farkasa      | Provideo      | $2 454 420  | december 26.  |
| 2.  | A hobbit: Smaug pusztasága | Fórum Hungary | $2 421 573  | december 12.  |
| 3.  | Jégvarázs                  | Fórum Hungary | $2 049 003  | december 5.   |
| 4.  | Vasember 3.                | Fórum Hungary | $2 023 575  | április 25.   |
| 5.  | Gru 2.                     | UIP-Dunafilm  | $1 832 078  | július 4.     |
| 6.  | Gravitáció                 | InterCom Zrt. | $1 630 751  | október 3.    |
| 7.  | Családi üzelmek            | InterCom Zrt. | $1 576 022  | augusztus 22. |
| 8.  | Másnaposok 3.              | InterCom Zrt. | $1 477 589  | május 30.     |
| 9.  | Last Vegas                 | Provideo      | $1 259 401  | október 31.   |
| 10. | Hupikék törpikék 2.        | InterCom Zrt. | $1 219 425  | augusztus 1.  |

## Filmbemutatók Magyarországon

### Január
| ! Dátum | Film címe                | Eredeti cím                 | Filmstúdió | Rendező                       | Főszereplők                                              |
| 3.      | A lehetetlen             | Lo imposible                |            | Juan Antonio Bayona           | Ewan McGregor, Naomi Watts, Tom Holland                  |
| 3.      | Jack Reacher             | Jack Reacher                |            | Christopher McQuarrie         | Tom Cruise, Rosamund Pike, Robert Duvall                 |
| 3.      | Pasiból lett férfi       | Mer eller mindre mann       |            | Martin Lund                   | Henrik Rafaelsen, Solvei Grimen Fosse, Janne Heltberg    |
| 10.     | Napos oldal              | The Silver Linings Playbook |            | David O. Russell              | Jennifer Lawrence, Robert De Niro, Bradley Cooper        |
| 10.     | Dredd                    | Dredd                       |            | Pete Travis                   | Karl Urban, Lena Headey, Olivia Thirlby                  |
| 10.     | ParaNorman               | ParaNorman                  |            | Chris Butler, Sam Fell        | Anna Kendrick, Leslie Mann, Kodi Smit-McPhee             |
| 10.     | A messzi dél vadjai      | Beasts of the Southern Wild |            | Benh Zeitlin                  | Quvenzhané Wallis, Dwight Henry, Levy Easterly           |
| 10.     | Kettős játszma           | Shadow Dancer               |            | James Marsh                   | Clive Owen, Andrea Riseborough, Gillian Anderson         |
| 17.     | Django elszabadul        | Django Unchained            |            | Quentin Tarantino             | Leonardo DiCaprio, Jamie Foxx, Christoph Waltz           |
| 17.     | A kezelés                | The Sessions                |            | Ben Lewin                     | John Hawkes, Helen Hunt, William H. Macy                 |
| 17.     | A király látogatása      | Hyde Park on Hudson         |            | Roger Michell                 | Bill Murray, Samuel West, Laura Linney                   |
| 24.     | Erőnek erejével          | The Last Stand              |            | Jee-woon Kim                  | Arnold Schwarzenegger, Génesis Rodríguez, Peter Stormare |
| 24.     | Kényszerleszállás        | Flight                      |            | Robert Zemeckis               | Denzel Washington, Kelly Reilly, Tamara Tunie            |
| 24.     | Anna Karenina            | Anna Karenina               |            | Joe Wright                    | Keira Knightley, Aaron Taylor-Johnson, Jude Law          |
| 24.     | Egyesült állatok         | Konferenz der Tiere         |            | Reinhard Klooss, Holger Tappe | Nicola Devico Mamone, Thomas Fritsch, Peter Groeger      |
| 24.     | Kvartett – A nagy négyes | Quartet                     |            | Dustin Hoffman                | Maggie Smith, Michael Gambon, Billy Connolly             |
| 31.     | Gengszterosztag          | Gangster Squad              |            | Ruben Fleischer               | Ryan Gosling, Emma Stone, Josh Pence                     |
| 31.     | 40 és annyi              | This Is 40                  |            | Judd Apatow                   | Paul Rudd, Leslie Mann, Megan Fox                        |
| 31.     | A rajtaütés              | Serbuan maut                |            | Gareth Evans                  | Iko Uwais, Joe Taslim, Donny Alamsyah                    |
| 31.     | Lincoln                  | Lincoln                     |            | Steven Spielberg              | Joseph Gordon-Levitt, Daniel Day-Lewis, Tommy Lee Jones  |
| 31.     | Vérturisták              | Sightseers                  |            | Ben Wheatley                  | Alice Lowe, Steve Oram, Eileen Davies                    |

### Február
| Dátum | Film címe                             | Eredeti cím                      | Filmstúdió | Rendező             | Főszereplők                                             |
| ----- | ------------------------------------- | -------------------------------- | ---------- | ------------------- | ------------------------------------------------------- |
| 7.    | Megtört város                         | Broken City                      |            | Allen Hughes        | Mark Wahlberg, Russell Crowe, Barry Pepper              |
| 7.    | Boszorkányvadászok                    | Hansel and Gretel: Witch Hunters |            | Tommy Wirkola       | Jeremy Renner, Gemma Arterton, Famke Janssen            |
| 7.    | Most jó                               | Now Is Good                      |            | Ol Parker           | Dakota Fanning, Kaya Scodelario, Olivia Williams        |
| 7.    | Hitchcock                             | Hitchcock                        |            | Sacha Gervasi       | Anthony Hopkins, Helen Mirren, Scarlett Johansson       |
| 14.   | Die Hard – Drágább, mint az életed    | A Good Day to Die Hard           |            | John Moore          | Bruce Willis, Jai Courtney, Cole Hauser                 |
| 14.   | Lenyűgöző teremtmények                | Beautiful Creatures              |            | Richard LaGravenese | Jeremy Irons, Emmy Rossum, Emma Thompson                |
| 14.   | Szép remények                         | Great Expectations               |            | Mike Newell         | Helena Bonham Carter, Ralph Fiennes, Jeremy Irvine      |
| 21.   | A vadászat                            | Jagten                           |            | Thomas Vinterberg   | Mads Mikkelsen, Thomas Bo Larsen, Annika Wedderkopp     |
| 21.   | Zero Dark Thirty - A Bin Láden hajsza | Zero Dark Thirty                 |            | Kathryn Bigelow     | Jessica Chastain, Chris Pratt, Scott Adkins             |
| 21.   | Személyiségtolvaj                     | Identity Thief                   |            | Seth Gordon         | Jason Bateman, Jon Favreau, John Cho                    |
| 21.   | A Pingvinkirály                       | The Penguin King                 |            |                     | David Attenborough, Tim Allen                           |
| 21.   | Gyilkos Joe                           | Killer Joe                       |            | William Friedkin    | Matthew McConaughey, Emile Hirsch, Juno Temple          |
| 21.   | Ne zavarjanak!                        | Do Not Disturb                   |            | Yvan Attal          | Francois Cluzet, Yvan Attal, Laetitia Casta             |
| 21.   | Tabu                                  | Tabu                             |            | Miguel Gomes        | Teresa Madruga, Laura Soveral, Henrique Espírito Santo  |
| 21.   | Cycle                                 | Cycle                            |            | Sóstai Zoltán       | Szabó Győző, Keresztes Tamás                            |
| 28.   | Parker                                | Parker                           |            | Taylor Hackford     | Jason Statham, Jennifer Lopez, Michael Chiklis          |
| 28.   | Az a bizonyos első év                 | I Give It a Year                 |            | Dan Mazer           | Anna Faris, Rose Byrne, Simon Baker                     |
| 28.   | Ígéret földje                         | Promised Land                    |            | Gus Van Sant        | Matt Damon, Frances McDormand, Tim Guinee               |
| 28.   | A város alatt                         | In Darkness                      |            | Agnieszka Holland   | Robert Wieckiewicz, Benno Fürmann, Agnieszka Grochowska |
| 28.   | Violeta - Köszönet az életnek         | Violeta se fue a los cielos      |            | Andrés Wood         | Francisca Gavilán, Thomas Durand, Christian Quevedo     |

### Március
| Dátum | Film címe                     | Eredeti cím                               | Filmstúdió | Rendező | Főszereplők                                                |
| ----- | ----------------------------- | ----------------------------------------- | ---------- | --- | ---------------------------------------------------------- |
| 7.    | Csapda                        | Snitch                                    |            | Ric Roman Waugh | The Rock, Nadine E. Velazquez, Jon Bernthal                |
| 7.    | Óz, a hatalmas                | Oz: The Great and Powerful                |            | Sam Raimi | James Franco, Mila Kunis, Rachel Weisz                     |
| 7.    | Felhők felett                 | Post Tenebras Lux                         |            | Carlos Reygadas | Adolfo Jiménez Castro, Nathalia Acevedo, Willebaldo Torres |
| 7.    | Született gengszterek         | Stand Up Guys                             |            | Fisher Stevens | Al Pacino, Christopher Walken, Julianna Margulies          |
| 7.    | Nekem Budapest                | Nekem Budapest                            |            | Bálint Dániel, Csuja László, Ferenczik Áron, Kapronczai Erika, Mór Kárpáti György, Pires Muhi András, Pluhár Attila, Reisz Gábor, Szeiler Péter, Szimler Bálint | Kerekes Vica, Gyabronka József, Jakab Juli                 |
| 14.   | Képszakadás                   | 21 and Over                               |            | Jon Lucas, Scott Moore | Skylar Astin, Miles Teller, Sarah Wright                   |
| 14.   | Dől a moné                    | Gambit                                    |            | Michael Hoffman | Colin Firth, Cameron Diaz, Stanley Tucci                   |
| 14.   | Holy Motors                   | Holy Motors                               |            | Leos Carax | Denis Lavant, Edith Scob, Eva Mendes                       |
| 14.   | A házban                      | Dans la maison                            |            | Francois Ozon | Fabrice Luchini, Ernst Umhauer, Kristin Scott Thomas       |
| 14.   | Megtalált emlékek             | Historias que so existem quando lembradas |            | Júlia Murat | Lisa Fávero, Sonia Guedes, Luiz Serra                      |
| 14.   | No                            | No                                        |            | Pablo Larraín | Gaël García Bernal, Alfredo Castro, Antonia Zegers         |
| 14.   | Halálhegy - A Gyatlov-rejtély | The Dyatlov Pass Incident                 |            | Renny Harlin | Gemma Atkinson, Richard Reid, Matt Stokoe                  |
| 21.   | Csajok szabadon               | Spring Breakers                           |            | Harmony Korine | James Franco, Selena Gomez, Ashley Benson                  |
| 21.   | Croodék                       | The Croods                                |            | Kirk De Micco, Chris Sanders | Nicolas Cage, Ryan Reynolds, Emma Stone                    |
| 21.   | Úton                          | On the Road                               |            | Walter Salles | Sam Riley, Garrett Hedlund, Kristen Stewart                |
| 21.   | Dombokon túl                  | Dupa dealuri                              |            | Cristian Mungiu | Cosmina Stratan, Cristina Flutur, Valeriu Andriuta         |
| 21.   | Szabad a tánc                 | Tango Libre                               |            | Frédéric Fonteyne | Francois Damiens, Sergi López, Jan Hammenecker             |
| 28.   | A burok                       | The Host                                  |            | Andrew Niccol | Saoirse Ronan, Diane Kruger, Jake Abel                     |
| 28.   | Tökéletes hang                | Pitch Perfect                             |            | Jason Moore | Elizabeth Banks, Anna Kendrick, Alexis Knapp               |
| 28.   | Szeretők, utazók              | Los amantes pasajeros                     |            | Pedro Almodóvar | Penélope Cruz, Antonio Banderas, Blanca Suárez             |
| 28.   | A csodacsapat                 | Les seigneurs                             |            | Olivier Dahan | José Garcia, Jean-Pierre Marielle, Franck Dubosc           |
| 28.   | A törvény ereje               | The Sweeney                               |            | Nick Love | Damian Lewis, Hayley Atwell, Ray Winstone                  |
| 28.   | Az óriásölő                   | Jack the Giant Slayer                     |            | Bryan Singer | Ewan McGregor, Stanley Tucci, Ian McShane                  |
| 28.   | Haneke, a rendező             | Michael Haneke - Porträit eines           |            | Yves Montmayeur | Juliette Binoche, Béatrice Dalle, Michael Haneke           |

### Április
| Dátum | Film címe                      | Eredeti cím                  | Filmstúdió | Rendező               | Főszereplők                                               |
| ----- | ------------------------------ | ---------------------------- | ---------- | --------------------- | --------------------------------------------------------- |
| 4.    | G.I. Joe: Megtorlás            | G.I. Joe 2: Retaliation      |            | Jon Chu               | Bruce Willis, Channing Tatum, Arnold Vosloo               |
| 4.    | Támadás a Fehér Ház ellen      | Olympus Has Fallen           |            | Antoine Fuqua         | Gerard Butler, Aaron Eckhart, Morgan Freeman              |
| 4.    | Május után                     | Apres mai                    |            | Olivier Assayas       | Clément Métayer, Lola Créton, Felix Armand                |
| 4.    | Egy hölgy Párizsban            | Une estonienne á Paris       |            | Ilmar Raag            | Jeanne Moreau, Laine Mägi, Patrick Pineau                 |
| 11.   | Feledés                        | Oblivion                     |            | Joseph Kosinski       | Tom Cruise, Olga Kurilenko, Morgan Freeman                |
| 11.   | Eleven testek                  | Warm Bodies                  |            | Jonathan Levine       | Nicholas Hoult, Teresa Palmer, Analeigh Tipton            |
| 11.   | Teddy mackó                    | Teddy Bear                   |            | Mads Matthiesen       | Kim Kold, David Winters, Elsebeth Steentoft               |
| 11.   | The Master                     | The Master                   |            | Paul Thomas Anderson  | Joaquin Phoenix, Amy Adams, Philip Seymour Hoffman        |
| 18.   | Horrorra akadva 5.             | Scary Movie 5                |            | Malcolm D. Lee        | Lindsay Lohan, Ashley Tisdale, Charlie Sheen              |
| 18.   | Pokoli futam                   | Vehicle 19                   |            | Mukunda Michael Dewil | Paul Walker, Naima McLean, Gys De Villiers                |
| 18.   | 360                            | 360                          |            | Fernando Meirelles    | Rachel Weisz, Ben Foster, Jude Law                        |
| 18.   | Ill Manors - Rázós környék     | Ill Manors                   |            | Ben Drew              | Riz Ahmed, Ed Skrein, Nathalie Press                      |
| 18.   | Tad Jones csudálatos kalandjai | Las aventuras de Tadeo Jones |            | Enrique Gato          | Óscar Barberán, Fiona Glascott, Carles Canut              |
| 18.   | Likvidálva                     | The Expatriate               |            | Philipp Stölzl        | Aaron Eckhart, Liana Liberato, Garrick Hagon, Neil Napier |
| 25.   | Vasember 3.                    | Iron Man 3                   |            | Shane Black           | Robert Downey Jr., Gwyneth Paltrow, Guy Pearce            |
| 25.   | Menedék                        | Safe Haven                   |            | Lasse Hallström       | Cobie Smulders, Julianne Hough, David Lyons               |
| 25.   | Gyilkos vágyak                 | Passion                      |            | Brian De Palma        | Rachel McAdams, Noomi Rapace, Karoline Herfurth           |
| 25.   | Ébredés                        | Broken                       |            | Rufus Norris          | Cillian Murphy, Eloise Laurence, Tim Roth                 |
| 25.   | A hipnotizőr                   | Hypnotisören                 |            | Lasse Hallström       | Tobias Zilliacus, Mikael Persbrandt, Lena Olin            |
| 25.   | Ködben                         | V tumane                     |            | Sergei Loznitsa       | Vladimir Svirskiy, Vladislav Abashin, Sergei Kolesov      |
| 25.   | Starbuck                       | Starbuck                     |            | Ken Scott             | Patrick Huard, Julie LeBreton, Antoine Bertrand           |
| 25.   | Kísérleti egerek vagyunk?      | Tous cobayes?                |            | Jean-Paul Jaud        | Philippe Torreton                                         |

### Május
| Dátum | Film címe                 | Eredeti cím                 | Filmstúdió | Rendező                                       | Főszereplők                                         |
| ----- | ------------------------- | --------------------------- | ---------- | --------------------------------------------- | --------------------------------------------------- |
| 2.    | A hívás                   | The Call                    |            | Brad Anderson                                 | Abigail Breslin, Halle Berry, Ella Rae Peck         |
| 2.    | Hogyan nevezzelek?        | Le prénom                   |            | Alexandre de La Patelliére, Mathieu Delaporte | Patrick Bruel, Valérie Benguigui, Judith El Zein    |
| 2.    | Camille                   | Camille redouble            |            | Noémie Lvovsky                                | Noémie Lvovsky, Samir Guesmi, Judith Chemla         |
| 2.    | A nagy nap                | Den Store dag               |            | Morten Arnfred                                | Louise Mieritz, Nikolaj Steen, Henrik Prip          |
| 2.    | Lore                      | Lore                        |            | Cate Shortland                                | Saskia Rosendahl, Nele Trebs, André Frid            |
| 9.    | Kolibri-kód               | Hummingbird                 |            | Steven Knight                                 | Jason Statham, Lee Asquith-Coe, Benedict Wong       |
| 9.    | Mellékhatások             | Side Effects                |            | Steven Soderbergh                             | Rooney Mara, Catherine Zeta-Jones, Channing Tatum   |
| 9.    | A hallgatás szabálya      | The Company You Keep        |            | Robert Redford                                | Robert Redford, Shia LaBeouf, Julie Christie        |
| 9.    | Zambézia                  | Zambezia                    |            | Wayne Thornley                                | Abigail Breslin, Jeff Goldblum, Jeremy Suarez       |
| 9.    | A méhek világa            | More Than Honey             |            | Markus Imhoof                                 | Fred Jaggi, Randolf Menzel, John Miller             |
| 9.    | Gingerclown               | Gingerclown                 |            | Hatvani Balázs                                | Ashley Lloyd, Erinn Hayes, Tim Curry                |
| 9.    | A sziget                  | Ostrov                      |            | Pavel Lungin                                  | Pyotr Mamonov, Viktor Sukhorukov, Dmitriy Dyuzhev   |
| 16.   | Star Trek – Sötétségben   | Star Trek Into Darkness     |            | J. J. Abrams                                  | Chris Pine, Zachary Quinto, Karl Urban              |
| 16.   | A nagy Gatsby             | The Great Gatsby            |            | Baz Luhrmann                                  | Leonardo DiCaprio, Carey Mulligan, Isla Fisher      |
| 16.   | Emberrablás               | Kapringen                   |            | Tobias Lindholm                               | Johan Philip Asbaek, Soren Malling, Dar Salim       |
| 16.   | A mennyországot választom | Preferisco il paradiso      |            | Giacomo Campiotti                             | Gigi Proietti, Roberto Citran, Sergio Fiorentini    |
| 16.   | Halálos iramban 6.        | The Fast and the Furious 6  |            | Justin Lin                                    | Vin Diesel, Paul Walker, The Rock                   |
| 16.   | Tajtékos napok            | L'écume des jours           |            | Michel Gondry                                 | Audrey Tautou, Omar Sy, Romain Duris                |
| 16.   | Lotte és a holdkő titka   | Lotte ja kuukivi saladus    |            | Heiki Ernits, Janno Pőldma                    | Evelin Pang, Margus Tabor, Mait Malmsten            |
| 16.   | A zöld urai               | Epic                        |            | Chris Wedge                                   | Josh Hutcherson, Amanda Seyfried, Colin Farrell     |
| 16.   | Szex az ex után           | My Awkward Sexual Adventure |            | Sean Garrity                                  | Jonas Chernick, Emily Hampshire, Sarah Manninen     |
| 30.   | Nyitott szívvel           | A coeur ouvert              |            | Marion Laine                                  | Juliette Binoche, Edgar Ramirez, Hippolyte Girardot |
| 30.   | Másnaposok 3.             | The Hangover Part III       |            | Todd Phillips                                 | Jamie Chung, Bradley Cooper, Zach Galifianakis      |

### Június
| Dátum | Film címe                                   | Eredeti cím                     | Filmstúdió | Rendező                  | Főszereplők                                               |
| ----- | ------------------------------------------- | ------------------------------- | ---------- | ------------------------ | --------------------------------------------------------- |
| 6.    | A Föld után                                 | After Earth                     |            | M. Night Shyamalan       | Will Smith, Isabelle Fuhrman, Jaden Smith                 |
| 6.    | Felcsípve                                   | 20 ans d'écart                  |            | David Moreau             | Virginie Efira, Pierre Niney, Charles Berling             |
| 6.    | Transz                                      | Trance                          |            | Danny Boyle              | James McAvoy, Rosario Dawson, Vincent Cassel              |
| 6.    | Volt egyszer egy család                     | É stato il figlio               |            | Daniele Cipri            | Toni Servillo, Giselda Volodi, Giuseppe Vitale            |
| 6.    | Én és te                                    | Io e te                         |            | Bernardo Bertolucci      | Tea Falco, Jacopo Olmo Antinori, Sonia Bergamasco         |
| 13.   | Szemfényvesztők                             | Now You See Me                  |            | Louis Leterrier          | Mark Ruffalo, Morgan Freeman, Jesse Eisenberg             |
| 13.   | Utórengés                                   | Aftershock                      |            | Nicolás López            | Eli Roth, Osvárt Andrea, Ariel Levy                       |
| 13.   | A.C.A.B. – Minden zsaru rohadék             | A.C.A.B.: All Cops Are Bastards |            | Stefano Sollima          | Pierfrancesco Favino, Filippo Nigro, Marco Giallini       |
| 13.   | A kolónia                                   | The Colony                      |            | Jeff Renfroe             | Laurence Fishburne, Kevin Zegers, Bill Paxton             |
| 13.   | Téged akarlak                               | Tengo ganas de ti               |            | Fernando González Molina | Mario Casas, María Valverde, Diego Martín                 |
| 13.   | Gyakornokok                                 | The Internship                  |            | Shawn Levy               | Owen Wilson, Vince Vaughn, Joanna Garcia Swisher          |
| 13.   | Love and Lemons – Az igaz szerelem receptje | Sma citroner gula               |            | Teresa Fabik             | Rakel Wärmländer, Iwa Boman, Josephine Bornebusch         |
| 20.   | Az acélember                                | Man of Steel                    |            | Zack Snyder              | Henry Cavill, Amy Adams, Russell Crowe                    |
| 20.   | A búcsúkoncert                              | A Late Quartet                  |            | Yaron Zilberman          | Philip Seymour Hoffman, Christopher Walken, Imogen Poots  |
| 20.   | Védelmi kód                                 | The Numbers Station             |            | Kasper Barfoed           | John Cusack, Malin Akerman, Hannah Murray                 |
| 20.   | Úgy hívlak: Amore                           | Scusa ma ti chiamo amore        |            | Federico Moccia          | Raoul Bova, Michela Quattrociocche, Luca Angeletti        |
| 27.   | Q - Érzékek birodalma                       | Q                               |            | Laurent Bouhnik          | Déborah Révy, Helene Zimmer, Gowan Didi                   |
| 27.   | Szörny Egyetem                              | Monsters University             |            | Dan Scanlon              | Steve Buscemi, John Goodman, Billy Crystal                |
| 27.   | Z világháború                               | World War Z                     |            | Marc Forster             | Brad Pitt, Eric West, Mireille Enos                       |
| 27.   | Lopom a sztárom                             | The Bling Ring                  |            | Sofia Coppola            | Emma Watson, Leslie Mann, Taissa Farmiga                  |
| 27.   | A háború sámánja                            | Rebelle                         |            | Kim Nguyen               | Rachel Mwanza, Alain Lino Mic Eli Bastien, Serge Kanyinda |
| 27.   | Szarajevó gyermekei                         | Djeca                           |            | Aida Begic               | Marija Pikic, Ismir Gagula, Bojan Navojec                 |

### Július
| Dátum | Film címe                | Eredeti cím              | Filmstúdió | Rendező                     | Főszereplők                                                |
| ----- | ------------------------ | ------------------------ | ---------- | --------------------------- | ---------------------------------------------------------- |
| 3.    | Gru 2.                   | Despicable Me 2          |            | Pierre Coffin, Chris Renaud | Steve Carell, Miranda Cosgrove, Elsie Kate Fisher          |
| 3.    | Dal Marionnak            | Song for Marion          |            | Paul Andrew Williams        | Gemma Arterton, Terence Stamp, Vanessa Redgrave            |
| 3.    | A lány és a költő        | Io sono Li               |            | Andrea Segre                | Tao Zhao, Rade Serbedzija, Marco Paolini                   |
| 3.    | Toszkán szépség          | La prima cosa bella      |            | Paolo Virzi                 | Valerio Mastandrea, Micaela Ramazzotti, Stefania Sandrelli |
| 3.    | Női szervek              | The Heat                 |            | Paul Feig                   | Sandra Bullock, Melissa McCarthy, Kaitlin Olson            |
| 11.   | Tűzgyűrű                 | Pacific Rim              |            | Guillermo Del Toro          | Ron Perlman, Charlie Hunnam, Idris Elba                    |
| 11.   | A magányos lovas         | The Lone Ranger          |            | Gore Verbinski              | Johnny Depp, Armie Hammer, Helena Bonham Carter            |
| 11.   | Senki többet             | La migliore offerta      |            | Giuseppe Tornatore          | Geoffrey Rush, Jim Sturgess, Sylvia Hoeks                  |
| 11.   | Péntek Barcelonában      | Una pistola en cada mano |            | Cesc Gay                    | Ricardo Darin, Luis Tosar, Javier Cámara                   |
| 18.   | Nagyfiúk 2.              | Grown Ups 2              |            | Dennis Dugan                | Adam Sandler, Salma Hayek, Kevin James                     |
| 18.   | R.I.P.D. – Szellemzsaruk | R.I.P.D.                 |            | Robert Schwentke            | Jeff Bridges, Ryan Reynolds, Kevin Bacon                   |
| 18.   | Piszkos melók            | The Liability            |            | Craig Viveiros              | Jack O'Connell, Tim Roth, Talulah Riley                    |

### Augusztus
| Dátum | Film címe                              | Eredeti cím                                      | Filmstúdió | Rendező                         | Főszereplők                                                        |
| ----- | -------------------------------------- | ------------------------------------------------ | ---------- | ------------------------------- | ------------------------------------------------------------------ |
| 1.    | Byzantium                              | Byzantium                                        |            | Neil Jordan                     | Gemma Arterton, Saoirse Ronan, Barry Cassin                        |
| 1.    | Pain & Gain                            | Pain & Gain                                      |            | Michael Bay                     | Mark Wahlberg, Dwayne Johnson, Anthony Mackie                      |
| 1.    | Hupikék törpikék 2                     | The Smurfs 2                                     |            | Raja Gosnell                    | Neil Patrick Harris, Brendan Gleeson, Katy Perry                   |
| 1.    | Molière két keréken                    | Alceste a bicyclette                             |            | Philippe Le Guay                | Fabrice Luchini, Lambert Wilson, Maya Sansa                        |
| 8.    | Csak Isten bocsáthat meg               | Only God Forgives                                |            | Nicolas Winding Refn            | Ryan Gosling, Kristin Scott Thomas, Vithaya Pansringarm            |
| 8.    | Bennfentes játék                       | Le capital                                       |            | Costa-Gavras                    | Gad Elmaleh, Gabriel Byrne,                                        |
| 8.    | Red 2.                                 | Red 2                                            |            | Dean Parisot                    | Bruce Willis, John Malkovich, Mary-Louise Parker, Helen Mirren     |
| 15.   | Elysium – Zárt világ                   | Elysium                                          |            | Neill Blomkamp                  | Matt Damon, Jodie Foster, Sharlto Copley                           |
| 15.   | Percy Jackson: Szörnyek tengere        | Percy Jackson: The Sea of Monsters               |            | Thor Freudenthal                | Logan Lerman, Alexandra Daddario, Douglas Smith, Mary Birdsong     |
| 15.   | Mielőtt éjfélt üt az óra               | Before Midnight                                  |            | Richard Linklater               | Julie Delpy, Ethan Hawke                                           |
| 15.   | Repcsik                                | Planes                                           |            | Klay Hall                       | John Cleese, Dane Cook, Stacy Keach                                |
| 15.   | Előtted az élet                        | Tutta la vita davanti                            |            | Paolo Virzi                     | Isabella Ragonese, Massimo Ghini, Valerio Mastandrea               |
| 22.   | Túl a csillogáson                      | Behind the Candelabra                            |            | Steven Soderbergh               | Matt Damon, Michael Douglas, Rob Lowe                              |
| 22.   | HA/VER 2.                              | Kick-Ass 2: Balls to the Wall                    |            | Jeff Wadlow                     | Aaron Taylor-Johnson, Chloë Grace Moretz, Christopher Mintz-Plasse |
| 22.   | Családi üzelmek                        | We're the Millers                                |            | Rawson Marshall Thurber         | Jennifer Aniston, Jason Sudeikis, Emma Roberts                     |
| 22.   | A Hit paradicsoma                      | Behind the Candelabra                            |            | Steven Soderbergh               | Michael Douglas, Matt Damon, Dan Aykroyd                           |
| 22.   | A tékozló szív                         | Thérese Desqueyroux                              |            | Claude Miller                   | Audrey Tautou, Gilles Lellouche, Anais Demoustier                  |
| 29.   | Az elnök végveszélyben                 | White House Down                                 |            | Roland Emmerich                 | Channing Tatum, Jamie Foxx, Maggie Gyllenhaal, James Woods         |
| 29.   | Csontváros: A végzet ereklyéi          | The Mortal Instruments: City of Bones            |            | Harald Zwart                    | Lily Collins, Jaime Campbell Bower, Robert Sheehan                 |
| 29.   | Kamatylista                            | The To Do List                                   |            | Maggie Carey                    | Aubrey Plaza, Johnny Simmons, Bill Hader                           |
| 29.   | Egy francia család szexuális krónikája | Chroniques sexuelles d'une familie d'aujourd'hui |            | Pascal Arnold, Jean-Marc Barr   | Mathias Melloul, Valerie Maes, Stephan Hersoen                     |
| 29.   | Blue Jasmine                           | Blue Jasmine                                     |            | Woody Allen                     | Cate Blanchett, Peter Sarsgaard, Alden Ehrenreich                  |
| 29.   | Cézárnak meg kell halnia               | Cesare deve morire                               |            | Paolo Taviani, Vittorio Taviani | Cosimo Rega, Salvatore Striano, Giovanni Arcuri                    |
| 29.   | Asztal két főre                        | Menú degustació                                  |            | Roger Gual                      | Fionnula Flanagan, Jan Cornet, Claudia Bassols                     |

### Szeptember
| Dátum | Film címe                     | Eredeti cím                     | Filmstúdió | Rendező              | Főszereplők                                             |
| ----- | ----------------------------- | ------------------------------- | ---------- | -------------------- | ------------------------------------------------------- |
| 5.    | Riddick                       | Riddick                         |            | David N. Twohy       | Vin Diesel, Katee Sackhoff, Karl Urban                  |
| 5.    | A bűn éjszakája               | The Purge                       |            | James DeMonaco       | Ethan Hawke, Lena Headey, Max Burkholder                |
| 5.    | One Direction - This Is Us    | One Direction - This Is Us      |            | Morgan Spurlock      | Harry Styles, Niall Horan, Louis Tomlinson              |
| 5.    | A szenvedély királya          | The Look of Love                |            | Michael Winterbottom | Steve Coogan, Anna Friel, Imogen Poots                  |
| 5.    | Halbalhé                      | SeeFood                         |            | Aun Hoe Goh          | Diong Chae Lian, Gavin Yap, Steven Bone                 |
| 12.   | 2 kaliber                     | 2 Guns                          |            | Baltasar Kormákur    | Mark Wahlberg, Denzel Washington, James Marsden         |
| 12.   | Hajsza a győzelemért          | Rush                            |            | Ron Howard           | Chris Hemsworth, Daniel Brühl, Olivia Wilde             |
| 12.   | A nagymester                  | Yut doi jung si                 |            | Wong Kar-wai         | Tony Leung, Ziyi Zhang, Chen Chang                      |
| 12.   | Majdnem tökéletes szerelem    | Sover Dolly pa ryggen?          |            | Hella Joof           | Lene Maria Christensen, Nikolaj Lie Kaas, Mia Lyhne     |
| 12.   | Köszönöm, jól!                | Dakujem, dobre                  |            | Prikler Mátyás       | Mokos Attila, Molnár Xénia, Varády Béla                 |
| 12.   | Barátunk, Superman            | Bekas                           |            | Karzan Kader         | Zamand Taha, Sarwar Fazil                               |
| 19.   | Démonok között                | The Conjuring                   |            | James Wan            | Ron Livingston, Lili Taylor, Vera Farmiga               |
| 19.   | Diana                         | Diana                           |            | Oliver Hirschbiegel  | Naomi Watts, Naveen Andrews, Douglas Hodge              |
| 19.   | Papás-Babás (2012)            | The Babymakers                  |            | Jay Chandrasekhar    | Paul Schneider, Olivia Munn, Aisha Tyler                |
| 19.   | Szibériai nevelés             | Educazione siberiana            |            | Gabriele Salvatores  | John Malkovich, Eleanor Tomlinson, Peter Stormare       |
| 19.   | A nagy füzet                  | Le Grand Cahie                  |            | Szász János          | Gyémánt András, Gyémánt László, Molnár Piroska          |
| 26.   | Vérmesék                      | The Family                      |            | Luc Besson           | Robert De Niro, Dianna Agron, Michelle Pfeiffer         |
| 26.   | Epizód egy vasgyűjtő életéből | Epizoda u zivotu beraca zeljeza |            | Danis Tanovic        | Nazif Mujic, Senada Alimanovic, Semsa Mujic             |
| 26.   | Oh Boy!                       | Oh Boy!                         |            | Jan Ole Gerster      | Tom Schilling, Katharina Schüttler, Justus von Dohnanyi |
| 26.   | Vakszerencse                  | Runner, Runner                  |            | Brad Furman          | Ben Affleck, Gemma Arterton, Justin Timberlake          |
| 26.   | Hópihe                        | Floquet de Neu                  |            | Andrés G. Schaer     | David Spade, Ariana Grande, Jennette McCurdy            |
| 26.   | Arthur Newman világa          | Arthur Newman                   |            | Dante Ariola         | Emily Blunt, Colin Firth, Anne Heche                    |
| 27.   | Metallica: Through the Never  | Metallica: Through the Never    |            | Antal Nimród         | Dane DeHaan, James Hetfield, Lars Ulrich                |

### Október
| Dátum | Film címe                                | Eredeti cím                                    | Filmstúdió   | Rendező                   | Főszereplők                                               |
| ----- | ---------------------------------------- | ---------------------------------------------- | ------------ | ------------------------- | --------------------------------------------------------- |
| 1.    | Teréz - A szeretet kis útja              | Thérése: The Story of Saint Thérése of Lisieux |              | Leonardo Defilippis       | Lindsay Younce, Leonardo Defilippis, Patti Defilippis     |
| 3.    | Don Jon                                  | Don Jon                                        |              | Joseph Gordon-Levitt      | Joseph Gordon-Levitt, Scarlett Johansson, Julianne Moore  |
| 3.    | Gravitáció                               | Gravity                                        | Warner Bros. | Alfonso Cuarón            | Sandra Bullock, George Clooney                            |
| 3.    | Majd újra lesz nyár                      | How I Live Now                                 |              | Kevin MacDonald           | Saoirse Ronan, Tom Holland, Anna Chancellor               |
| 3.    | Mocsok                                   | Filth                                          |              | Jon S. Baird              | James McAvoy, Jamie Bell, Imogen Poots                    |
| 3.    | A remény paradicsoma                     | Paradies: Hoffnung                             |              | Ulrich Seidl              | Melanie Lenz, Verena Lehbauer, Johanna Schmid             |
| 3.    | Hannah Arendt                            | Hannah Arendt                                  |              | Margarethe von Trotta     | Barbara Sukowa, Axel Milberg, Janet McTeer                |
| 10.   | Fogságban                                | Prisoners                                      |              | Denis Villeneuve          | Jake Gyllenhaal, Hugh Jackman, Maria Bello                |
| 10.   | Adéle élete                              | La vie d'Adéle                                 |              | Abdellatif Kechiche       | Léa Seydoux, Adéle Exarchopoulos, Jeremie Laheurte        |
| 10.   | Iron Sky: Támad a Hold                   | Iron Sky                                       |              | Timo Vuorensola           | Udo Kier, Götz Otto, Christopher Kirby                    |
| 10.   | A háború császára                        | Emperor                                        |              | Peter Webber              | Tommy Lee Jones, Matthew Fox, Kaori Momoi                 |
| 10.   | Templom a dombon                         | Krugovi                                        |              | Srdan Golubovic           | Aleksandar Bercek, Vuk Kostic, Leon Lucev                 |
| 17.   | Itt a vége                               | This Is the End                                |              | Evan Goldberg, Seth Rogen | Emma Watson, James Franco, Jason Segel                    |
| 17.   | Időről időre                             | About Time                                     |              | Richard Curtis            | Rachel McAdams, Domhnall Gleeson, Margot Robbie           |
| 17.   | Machete gyilkol                          | Machete Kills                                  |              | Robert Rodríguez          | Danny Trejo, Sofia Vergara, Amber Heard                   |
| 17.   | Paranoia                                 | Paranoia                                       |              | Robert Luketic            | Liam Hemsworth, Gary Oldman, Harrison Ford                |
| 17.   | Turbó                                    | Turbo                                          |              | David Soren               | Ryan Reynolds, Samuel L. Jackson, Michelle Rodriguez      |
| 17.   | Elhallgatott gyalázat                    | Elhallgatott gyalázat                          |              | Skrabski Fruzsina         |                                                           |
| 24.   | Szupercella                              | Escape Plan                                    |              | Mikael Hafström           | Arnold Schwarzenegger, Sylvester Stallone, James Caviezel |
| 24.   | Carrie                                   | Carrie                                         |              | Kimberly Peirce           | Chloe Grace Moretz, Julianne Moore, Judy Greer            |
| 24.   | Isteni műszak                            | Isteni műszak                                  |              | Bodzsár Márk              | Ötvös András, Rába Roland, Keresztes Tamás                |
| 24.   | Éjféli gyors Lisszabonba                 | Night Train to Lisbon                          |              | Bille August              | Jeremy Irons, Jack Huston, Christopher Lee                |
| 24.   | Anyai szív                               | Pozitia copilului                              |              | Calin Peter Netzer        | Luminita Gheorghiu, Bogdan Dumitrache, Natasa Raab        |
| 24.   | Gladiátorok gyöngye                      | Gladiatori di Roma                             |              | Iginio Straffi            | Luca Argentero, Laura Chiatti, Belén Rodríguez            |
| 31.   | Last Vegas                               | Last Vegas                                     |              | Jon Turteltaub            | Robert De Niro, Morgan Freeman, Michael Douglas           |
| 31.   | Insidious – A gonosz háza                | Insidious: Chapter 2                           |              | James Wan                 | Patrick Wilson, Rose Byrne, Barbara Hershey               |
| 31.   | Fiatal és gyönyörű                       | Jeune et jolie                                 |              | Francois Ozon             | Marine Vacth, Géraldine Pailhas, Frédéric Pierrot         |
| 31.   | Derült égből fasírt 2. - A második fogás | Cloudy with a Chance of Meatballs 2            |              | Cody Cameron, Kris Pearn  | Bill Hader, Anna Faris, Andy Samberg                      |
| 31.   | Frances Ha                               | Frances Ha                                     |              | Noah Baumbach             | Greta Gerwig, Mickey Sumner, Adam Driver                  |
| 31.   | Metro Manila                             | Metro Manila                                   |              | Sean Ellis                | Jake Macapagal, Althea Vega, John Arcilla                 |
| 31.   | A nyár királyai                          | The Kings of Summer                            |              | Jordan Vogt-Roberts       | Nick Robinson, Gabriel Basso, Moises Arias                |

### November
| Dátum | Film címe                  | Eredeti cím                             | Filmstúdió | Rendező                                      | Főszereplők                                                               |
| ----- | -------------------------- | --------------------------------------- | ---------- | -------------------------------------------- | ------------------------------------------------------------------------- |
| 7.    | Phillips kapitány          | Captain Phillips                        |            | Paul Greengrass                              | Tom Hanks, Catherine Keener, John Magaro                                  |
| 7.    | Végjáték                   | Ender's Game                            |            | Gavin Hood                                   | Ben Kingsley, Harrison Ford, Abigail Breslin                              |
| 7.    | Khumba                     | Khumba                                  |            | Anthony Silverston                           | Jake T. Austin, Liam Neeson, Steve Buscemi                                |
| 7.    | Dermesztő mélység          | Djúpid                                  |            | Baltasar Kormákur                            | Ólafur Darri Ólafsson, Jóhann G. Jóhannsson, Porbjörg Helga Porgilsdóttir |
| 14.   | Thor: Sötét világ          | Thor: The Dark World                    |            | Alan Taylor                                  | Chris Hemsworth, Natalie Portman, Tom Hiddleston                          |
| 14.   | A jogász                   | The Counselor                           |            | Ridley Scott                                 | Brad Pitt, Cameron Diaz, Penélope Cruz                                    |
| 14.   | Pinokkió                   | Pinnochio                               |            | Enzo D'Aló                                   | Robert Naylor, Rocco Papaleo, Paolo Ruffini                               |
| 14.   | Bettie-mobil               | Elle s'en van                           |            | Emmanuelle Bercot                            | Cathérine Deneuve, Nemo Schiffman, Gérard Garouste                        |
| 14.   | A nagy szépség             | La grande bellezza                      |            | Paolo Sorrentino                             | Toni Servillo, Carlo Verdone, Sabrina Ferilli                             |
| 14.   | Justin, a hős lovag        | Justin and the Knights of Valour        |            | Manuel Sicilia                               | Freddie Highmore, Antonio Banderas, James Cosmo                           |
| 14.   | Eltitkolt életek           | Tyskungen                               |            | Per Hanefjord                                | Claudia Galli, Amanda Ooms, Richard Ulfsater                              |
| 21.   | Az éhezők viadala: Futótűz | The Hunger Games: Catching Fire         |            | Francis Lawrence                             | Jennifer Lawrence, Josh Hutcherson, Elizabeth Banks                       |
| 21.   | A komornyik                | The Butler                              |            | Lee Daniels                                  | Forest Whitaker, David Banner, Michael Rainey jr.                         |
| 21.   | Lola Versus                | Lola Versus                             |            | Daryl Wein                                   | Joel Kinnaman, Greta Gerwig, Bill Pullman                                 |
| 21.   | Alabama és Monroe          | The Broken Circle Breakdown             |            | Felix van Groeningen                         | Veerle Baetens, Johan Heldenbergh, Nell Cattrysse                         |
| 28.   | Harcban élve               | Homefront                               |            | Gary Fleder                                  | Jason Statham, James Franco, Rachelle Lefevre                             |
| 28.   | Vétkek völgye              | The Canyons                             |            | Paul Schrader                                | James Deen, Lindsay Lohan, Gus Van Sant                                   |
| 28.   | Az őrtorony                | Gözetleme Kulesi                        |            | Pelin Esmer                                  | Olgun Simsek, Nilay Erdonmez, Lacin Ceylan                                |
| 28.   | Fordulópont                | En solitaire                            |            | Christophe Offenstein                        | Guillaume Canet, Francois Cluzet, Arly Jover                              |
| 28.   | Rozsdalovag                | Ritter Rost - Eisenhart & voll verbeult |            | Thomas Bodenstein, Hubert Weiland, Nina Wels | Rick Kavanian, Ulrich Frank, Tom Gerhardt                                 |
| 28.   | Az év csatája              | Battle of the Year: The Dream Team      |            | Benson Lee                                   | Josh Holloway, Caity Lotz, Laz Alonso                                     |
| 28.   | A Mikulás mentőakció       | Saving Santa                            |            | Leon Joosen, Aaron Seelman                   | Martin Freeman, Tim Curry, Pam Ferris                                     |
| 28.   | A Cate McCall per          | The Trials of Cate McCall               |            | Karen Moncrieff                              | Kate Beckinsale, David Lyons, Clancy Brown                                |

### December
| Dátum | Film címe                       | Eredeti cím                         | Filmstúdió | Rendező                      | Főszereplők                                                        |
| ----- | ------------------------------- | ----------------------------------- | ---------- | ---------------------------- | ------------------------------------------------------------------ |
| 5.    | Jégvarázs                       | Frozen                              |            | Chris Buck, Jennifer Lee     | Kristen Bell, Josh Gad, Idina Menzel                               |
| 5.    | Coming Out                      | Coming Out                          |            | Orosz Dénes                  | Csányi Sándor, Mucsi Zoltán, Karalyos Gábor                        |
| 5.    | Csillaghercegnő                 | Reisen til julestjernen             |            | Nils Gaup                    | Vilde Zeiner, Anders Baasmo Christiansen, Agnes Kittelsen          |
| 5.    | Exek és szeretők                | Enough Said                         |            | Nicole Holofcener            | Julia Louis-Dreyfus, Toni Collette, James Gandolfini               |
| 5.    | Üstökös a Mumin-völgy fölött    | Muumi ja punainen pyrstötähti       |            | Maria Lindberg               | Max von Sydow, Alexander Skarsgard, Stellan Skarsgård              |
| 5.    | Bízz a szerelemben              | Stuck in Love                       |            | Josh Boone                   | Greg Kinnear, Lily Collins, Kristen Bell                           |
| 5.    | Call Girl                       | Call Girl                           |            | Mikael Marcimain             | Sofia Karemyr, Simon J. Berger, Josefin Asplund                    |
| 12.   | A hobbit: Smaug pusztasága      | The Hobbit: The Desolation of Smaug |            | Peter Jackson                | Benedict Cumberbatch, Martin Freeman, Ian McKellen                 |
| 12.   | Dom Hemingway                   | Dom Hemingway                       |            | Richard Shepard              | Jude Law, Richard E. Grant, Demián Bichir                          |
| 12.   | Joséphine                       | Joséphine                           |            | Agnés Obadia                 | Marilou Berry, Mehdi Nebbou, Bérengére Krief                       |
| 12.   | Enni, inni, meghalni            | ta sova dö                                    |            | Gabriela Pichler             | Nermina Lukac, Milan Dragisic, Jonathan Lampinen                   |
| 12.   | Jó reggelt, apa!                | Buongiorno papa                                    |            | Edoardo Leo                  | Raoul Bova, Antonino Bruschetta, Paola Tiziana Cruciani            |
| 12.   | Redemption Street               | Ustanicka ulica                     |            | Miroslav Terzic              | Gordan Kicic, Uliks Fehmiu, Rade Serbedzija                        |
| 19.   | Elpuskázva                      | Delivery Man                        |            | Ken Scott                    | Vince Vaughn, Britt Robertson, Cobie Smulders                      |
| 19.   | Dinoszauruszok, a Föld urai     | Walking with Dinosaurs              |            | Barry Cook, Neil Nightingale | Angourie Rice, Charlie Rowe                                        |
| 19.   | Niko - Kistesó nagy bajban      | Niko 2: Lentäjäveljekset            |            | Kari Juusonen, Jorgen Lerdam | Erik Carlson, Kari Hietalahti, Juha Veijonen                       |
| 19.   | Belle és Sébastien              | Belle et Sébastien                  |            | Nicolas Vanier               | Tchéky Karyo, Félix Bossuet, Margaux Chatelier                     |
| 26.   | A Wall Street farkasa           | The Wolf of Wall Street             |            | Martin Scorsese              | Leonardo DiCaprio, Matthew McConaughey, Jonah Hill                 |
| 26.   | Walter Mitty titkos élete       | The Secret Life of Walter Mitty     |            | Ben Stiller                  | Ben Stiller, Kristen Wiig, Adam Scott                              |
| 26.   | Ezerízű szerelem                | The Lunchbox                        |            | Ritesh Batra                 | Irfán Khán, Nimrat Kaur, Denzil Smith                              |
| 26.   | Pulykaland                      | Free Birds                          |            | Jimmy Hayward                | Woody Harrelson, Owen Wilson, Amy Poehler                          |
| 26.   | Philomena - Határtalan szeretet | Philomena                           |            | Stephen Frears               | Michelle Fairley, Judi Dench, Steve Coogan                         |
| 26.   | 47 Ronin                        | 47 Ronin                            |            | Carl Rinsch                  | Keanu Reeves, Szanada Hirojuki, Ko Shibasaki, Cary-Hiroyuki Tagawa |
| 26.   | Csinibabák                      | Cupcakes                            |            | Eytan Fox                    | Dana Ivgy, Yael Bar-Zohar, Ofer Shechter                           |

## Díjak, fesztiválok
- 85. Oscar-gála

legjobb film: Az Argo-akció
legjobb rendező: Ang Lee (Pi élete)
legjobb férfi főszereplő: Daniel Day-Lewis (Lincoln)
legjobb női főszereplő: Jennifer Lawrence (Napos oldal)
legjobb férfi mellékszereplő: Christoph Waltz (Django elszabadul)
legjobb női mellékszereplő: Anne Hathaway (A nyomorultak)
- 70. Golden Globe-gála

legjobb film (dráma): Az Argo-akció
legjobb rendező: Ben Affleck (Az Argo-akció)
legjobb színész (dráma): Daniel Day-Lewis (Lincoln)
legjobb színésznő (dráma): Jessica Chastain (A Bin Láden hajsza)
- 26. Európai Filmdíj-gála

legjobb film: A nagy szépség
legjobb filmvígjáték: Csak a szerelem számít
legjobb rendező: Paolo Sorrentino – A nagy szépség
legjobb színésznő: Veerle Baetens – Alabama és Monroe
legjobb színész: Toni Servillo – A nagy szépség
közönségdíj: Szerelem, örökség, portugál
- 38. César-díjátadó

legjobb film: Szerelem
legjobb külföldi film: Az Argo-akció
legjobb rendező: Michael Haneke (Szerelem)
legjobb színész: Jean-Louis Trintignant (Szerelem)
legjobb színésznő: Emmanuelle Riva (Szerelem)
- 66. BAFTA-gála

legjobb film: Az Argo-akció
legjobb rendező: Ben Affleck (Az Argo-akció)
legjobb férfi főszereplő: Daniel Day-Lewis (Lincoln)
legjobb női főszereplő: Emmanuelle Riva (Szerelem)
legjobb férfi mellékszereplő: Christoph Waltz (Django elszabadul)
legjobb női mellékszereplő: Anne Hathaway (A nyomorultak)
- 66. cannes-i fesztivál

Arany Pálma: Adèle élete – 1–2. fejezet – rendező: Abdellatif Kechiche
nagydíj: Llewyn Davis világa – rendező: Ethan és Joel Cohen
zsűri díja: A fiam családja – rendező: Koreeda Hirokazu
legjobb rendezés díja: Heli – rendező: Amat Escalante
legjobb női alakítás díja: Bérénice Bejo (Le passé)
legjobb férfi alakítás díja: Bruce Dern (Nebraska)
legjobb forgatókönyv díja: A bűn érintése – forgatókönyvíró: Jia Zhang Ke (Csia Csang Ko)
- 33. Arany Málna-gála

legrosszabb film: Alkonyat – Hajnalhasadás II. rész
legrosszabb remake: Alkonyat – Hajnalhasadás II. rész
legrosszabb rendező: Bill Condon – Alkonyat – Hajnalhasadás II. rész
legrosszabb női főszereplő: Kristen Stewart – Hófehér és a vadász és Alkonyat – Hajnalhasadás II. rész
legrosszabb férfi főszereplő: Adam Sandler – Apa ég!

## Halálozások
- január 2. – Koroknay Géza, magyar színész, szinkronszínész
- január 3. – Sergiu Nicolaescu, román filmrendező, színész
- január 4. – Szoboszlai Sándor, magyar színész
- január 7. – Wilt Pál, filmrendező
- január 7. – Jiřina Jirásková, cseh színésznő
- január 7. – David R. Ellis, amerikai filmrendező, kaszkadőr
- január 11. – Mariangela Melato, olasz színésznő
- január 12. – Anna Lizaran, spanyol (katalán) színésznő
- január 14. – Conrad Bain, kanadai születésű amerikai színész
- január 15. – Billy Varga, magyar származású amerikai birkózó és színész
- január 15. – Ósima Nagisza, japán filmrendező
- január 15. – Bakó Márta, magyar színésznő, a József Attila Színház örökös tagja
- január 16. – Perrette Pradier, francia színésznő
- január 17. – Sophiya Haque, angol színésznő, énekesnő, modell
- január 17. – Fernando Guillén, spanyol színész
- január 21. – Michael Winner, angol filmrendező, forgatókönyvíró, producer és vágó
- január 29. – Bernard Horsfall, brit színész
- február 1. – Robin Sachs, amerikai színész
- február 3. – Arpad Miklos, magyar származású amerikai pornószínész
- február 3. – Peter Gilmore, angol színész
- február 8. – Korompai Vali, magyar színésznő
- február 8. – Kézdy György, Jászai Mari-díjas magyar színész
- február 8. – Chris Brinker, amerikai rendező, producer
- február 16. – Zsudi József, magyar rendező, színész, a Vidám Színpad egykori főrendezője
- február 21. – Alekszej Jurjevics German, orosz filmrendező
- február 28. – Armando Trovajoli, olasz zeneszerző, karmester, filmzeneszerző, zongorista
- március 5. – Dieter Pfaff, német színész, rendező
- március 7. – Damiano Damiani, olasz filmrendező
- március 9. – Sybil Williams, walesi színésznő, Richard Burton első felesége
- március 13. – Malachi Throne, amerikai színész
- március 15. – Lelkes Ágnes, magyar színésznő
- március 19. – Irina Petrescu, román színésznő
- március 20. – George Lowe, új-zélandi születésű hegymászó, felfedező, filmrendező
- március 26. – Don Payne, amerikai producer, forgatókönyvíró
- március 28. – Richard Griffiths, angol színész
- április 2. – Jesús Franco, spanyol filmrendező (* 1930)
- április 3. – Ruth Prawer Jhabvala, német származású angol-amerikai Booker-díjas írónő, Oscar-díjas forgatókönyvíró
- április 4. – Roger Ebert, Pulitzer-díjas amerikai újságíró, filmkritikus, forgatókönyvíró
- április 5. – Regina Bianchi, olasz színésznő
- április 6. – Bigas Luna, spanyol rendező, forgatókönyvíró
- április 7. – Mickey Rose, amerikai forgatókönyvíró
- április 8. – Sara Montiel, spanyol színésznő, énekes
- április 8. – Annette Funicello, amerikai színésznő
- április 11. – Jonathan Winters, amerikai komikus, színész
- április 13. – Gémes József, Balázs Béla-díjas rajzfilmtervező és -rendező
- április 14. – Rentaro Mikuni, japán színész
- április 20. – Patrick Garland, angol rendező, producer, író, színész
- április 20. körül – Deanna Durbin, kanadai színésznő
- április 29. – Pethes Csaba, magyar színész
- április 30. – Karna Margit, vajdasági magyar színésznő
- április 30. – Deanna Durbin, kanadai énekesnő és színésznő
- május 1. – Bor József, rendező, színházigazgató
- május 4. – Nagy Viktor, író, forgatókönyvíró
- május 7. – Peter Rauhofer, Grammy-díjas osztrák lemezlovas és producer
- május 7. – Ray Harryhausen, amerikai producer, visual effekt művész
- május 8. – Peter Sehr, német filmrendező
- május 8. – Bryan Forbes, brit filmrendező, forgatókönyvíró, producer, színész, író
- május 10. – Vincent Dowling, ír színész, színházigazgató
- május 15. – Artus de Penguern, francia színész, rendező
- május 16. – Paul Shane, angol színész
- május 18. – Alekszej Oktyabrinovics Balabanov, orosz filmrendező
- május 19. – Carlo Monni, olasz színész
- május 21. – Antoine Bourseiller, francia színész, rendező, színház- és operaigazgató
- május 24. – Pjotr Jefimovics Todorovszkij, ukrán származású szovjet-orosz filmrendező, forgatókönyvíró, operatőr
- május 24. – Rona Newton-John, brit születésű ausztrál modell színésznő
- május 27. – Bill Pertwee, brit színész
- május 27. – Bárdy György, magyar színművész
- május 28. – Eddi Arent, német színész
- május 29. – Tóth-Tahi Máté, magyar színművész
- május 31. – Jean Stapleton, amerikai színésznő
- június 3. – Enrique Lizalde, mexikói színész
- június 3. – Jiah Khan, amerikai születésű indiai színésznő
- június 6. – Esther Williams, amerikai színésznő
- június 9. – Elías Querejeta, spanyol filmproducer
- június 17. – Jim Goddard, angol rendező
- június 19. – Miguel Morayta, spanyol születésű mexikói filmrendező
- június 19. – James Gandolfini, amerikai színész
- június 20. előtt – Fekete András, magyar színész
- június 22. – Deric Longden, brit író, forgatókönyvíró
- június 22. – Lohinszky Loránd, magyar színész, egyetemi tanár
- június 22. – Kautzky Ervin, magyar színész
- június 22. – Gary David Goldberg, amerikai forgatókönyvíró, producer
- június 23. – Darryl Read, brit zenész, költő, színész
- június 23. – Richard Matheson, amerikai író, forgatókönyvíró
- június 29. – Nakamura Rjútaró, japán animációsfilm-rendező
- június 29. – Jim Kelly, amerikai színész, harcművész
- június 30. – Ruttkai Iván, magyar grafikus, színész
- június 30. – Roger Kahane, francia rendező, forgatókönyvíró
- július 4. – Bernie Nolan, ír énekes (The Nolans), színésznő
- július 12. előtt – Paul Bhattacharjee, indiai származású brit színész, sorozatszínész
- július 12. – Pran, indiai színész
- július 13. – Olvasztó Imre, gyerekszínész
- július 13. – Cory Monteith, kanadai színész
- július 17. – Vincenzo Cerami, olasz író, forgatókönyvíró
- július 18. előtt – Ferenczi Jenő, vajdasági magyar színész
- július 19. – Mel Smith, brit komikus, író, színész, filmrendező
- július 22. – Dennis Farina, amerikai színész
- július 25. – Bernadette Lafont, francia színésznő
- július 28. – Jugatsu Toi, japán utazási író, forgatókönyvíró
- július 28. – Eileen Brennan, amerikai Golden Globe- és Emmy-díjas színésznő
- július 31. – Michael Ansara, szíriai születésű amerikai színész
- augusztus 2. – Jozef Adamovič, szlovák színész
- augusztus 8. – Karen Black, amerikai színésznő
- augusztus 10. – Bednai Nándor, Balázs Béla-díjas rendező
- augusztus 12. – Vukán György, Kossuth- és Erkel Ferenc-díjas zongorista, zeneszerző
- augusztus 14. – Lisa Robin Kelly, amerikai színésznő
- augusztus 19. – Lee Thompson Young, amerikai színész
- augusztus 20. – Ted Post, amerikai filmrendező
- augusztus 20. – Elmore Leonard, amerikai író és forgatókönyvíró
- augusztus 23. – Gilbert Taylor, brit operatőr
- augusztus 23. – Vagyim Ivanovics Juszov, orosz operatőr
- augusztus 24. – Julie Harris, amerikai színésznő
- augusztus 26. – Gerard Murphy, ír színész
- augusztus 30. – Mirko Boman, horvát színész
- szeptember 2. – Valérie Benguigui, Césár-díjas (2013) francia színésznő
- szeptember 9. – Alberto Bevilacqua, olasz filmrendező
- szeptember 11. – Jimmy Fontana, olasz énekes, zeneszerző, színész
- szeptember 12. – Otto Sander, német színész
- szeptember 18. – Richard C. Sarafian, amerikai filmrendező, színész
- szeptember 19. – Amidou, marokkói születésű színész
- szeptember 22. – Luciano Vincenzoni, olasz forgatókönyvíró (A Jó, a Rossz és a Csúf)
- szeptember 27. – A. C. Lyles, amerikai filmproducer (Paramount Pictures)
- szeptember 27. – Tuncel Kurtiz, Ezüst Medve díjas (1986) török színész
- október 1. – Giuliano Gemma, olasz színész
- október 5. – Carlo Lizzani, olasz filmrendező, forgatókönyvíró
- október 7. – Patrice Chéreau, francia filmrendező, forgatókönyvíró, színész és producer
- október 10. – Dan Tomojuki, japán színész és szinkronszínész
- október 16. – Ed Lauter, amerikai színész
- október 17. – Ferencz Éva, magyar énekes, színész, előadóművész
- október 19. – Georges Descrières, francia színész
- október 21. – Gianni Ferrio, olasz zeneszerző, filmzeneszerző
- október 24. – Manolo Escobar, spanyol tánc- és népdalénekes, színész
- október 24. – Antonia Bird, angol filmrendező
- október 25. – Marcia Wallace, amerikai színésznő
- október 25. – Hal Needham, amerikai dublőr, filmrendező
- október 25. – Nigel Davenport, angol színész
- október 27. – Luigi Magni, olasz forgatókönyvíró, filmrendező
- október 29. – Graham Stark, angol komikus, színész
- november 4. – Hans von Borsody, német színész
- november 7. – Amparo Rivelles, spanyol színésznő
- november 15. – Mickey Knox, amerikai színész, forgatókönyvíró
- november 15. – Karla Álvarez, mexikói színésznő
- november 22. – Georges Lautner, francia filmrendező és forgatókönyvíró
- november 26. – Tony Musante, amerikai színész
- november 26. – Arik Einstein, izraeli énekes, dalszerző, színész
- november 28. – Solymár József, író, újságíró, forgatókönyvíró
- november 30. – Paul Walker, amerikai színész
- november 30. – Jurij Vasziljevics Jakovlev, orosz színész
- december 2. – Christopher Evan Welch, amerikai színész
- december 5. – Barry Jackson, angol színész
- december 6. – Georges Baal, magyar származású francia pszichoanalitikus, rendező, színész
- december 7. – Édouard Molinaro, francia filmrendező, színész, forgatókönyvíró
- december 9. – Eleanor Parker, amerikai színésznő
- december 9. – Kopetty Lia, magyar színésznő
- december 10. – Rossana Podestà, olasz színésznő
- december 12. – Audrey Totter, amerikai színésznő
- december 12. – Tom Laughlin, amerikai színész, rendező, forgatókönyvíró, író, szerkesztő
- december 13. – Daniel Escobar, amerikai színész
- december 14. – Peter O’Toole, ír színész
- december 15. – Joan Fontaine, Oscar-díjas amerikai színésznő
- december 16. – Lolita Sevilla, spanyol énekes-színésznő
- december 20. – Maár Gyula, Kossuth-díjas magyar filmrendező
- december 24. – Frédéric Back, kanadai animációsfilm-rendező, animátor
- december 26. – Dinu Cocea, román filmrendező, forgatókönyvíró
- december 31. – James Avery, amerikai sorozatszínész